# Ghost job
Un ghost job ou phantom job (littéralement « emploi fantôme » dans les deux cas) est une offre d'emploi qui correspond à un poste inexistant ou déjà occupé. Dans les années 2020, plusieurs sociétés et des organismes gouvernementaux américains ont attiré l'attention d'employés potentiels par le biais de ghost job sans toutefois avoir besoin de leurs services.

## Contexte
Les employeurs potentiels publient de telles offres pour plusieurs raisons : (1) améliorer l'image de marque de leur société, surtout quand beaucoup d'employés ont été récemment mis à pied, (2) protéger contre des accusations de discrimination, (3) protéger contre des poursuites au motif de discrimination, (4) atteindre les cibles des départements des ressources humaine, (5) identifier des personnes pouvant éventuellement remplir de futurs postes, (6) diminuer le sentiment d'insatisfaction parmi les salariés actuels en déclarant qu'il y a des recherches en cours de personnel supplémentaire, (7) retenir des salariés en leur indiquant indirectement que d'autres personnes sont prêtes à combler leurs postes,,.
Néanmoins, plusieurs sociétés préfèrent embaucher par le bouche à oreille ou en puisant dans le personnel déjà en poste, ce qui épargne du temps et réduit les coûts.
Les sociétés peuvent aussi recourir à ce moyen pour déterminer les rémunérations que leur compétiteurs versent,,,,.
En 2022, ce type de publicité mensongère serait en hausse aux États-Unis. Cette hausse serait un signe que les employeurs ont un plus grand pouvoir sur le marché du travail. Ces offres sont régulièrement publiées à nouveau ou elle renvoient à des postes toujours ouverts. Ce type de publicité contient généralement des titres accrocheurs, de vagues descriptions ou sont des copies d'offres déjà publiées.
Plusieurs sociétés et des organismes gouvernementaux américains ont attiré l'attention d'employés potentiels par le biais de ghost jobs sans toutefois avoir besoin de leurs services. Les chercheurs d'emplois dans les domaines reliés à la haute technologie sont exaspérés par cette pratique. Des personnes qui connaissent cette pratique critiquent les sociétés qui affirment avoir de la difficulté à embaucher du personnel compétent. Elle peut démoraliser les gens à la recherche d'emplois dans les domaines de la haute technologie, tout comme provoquer de la frustration. Si ces personnes sont appelées pour un entretien d'embauche, leur état psychologique peut les défavoriser grandement. Lorsqu'une personne qui passe en entrevue est à l'emploi d'une autre société, des personnes chargées d'évaluer ses compétences peuvent poser des questions sur les projets d'embauche de leur employeur actuel.